# Karië

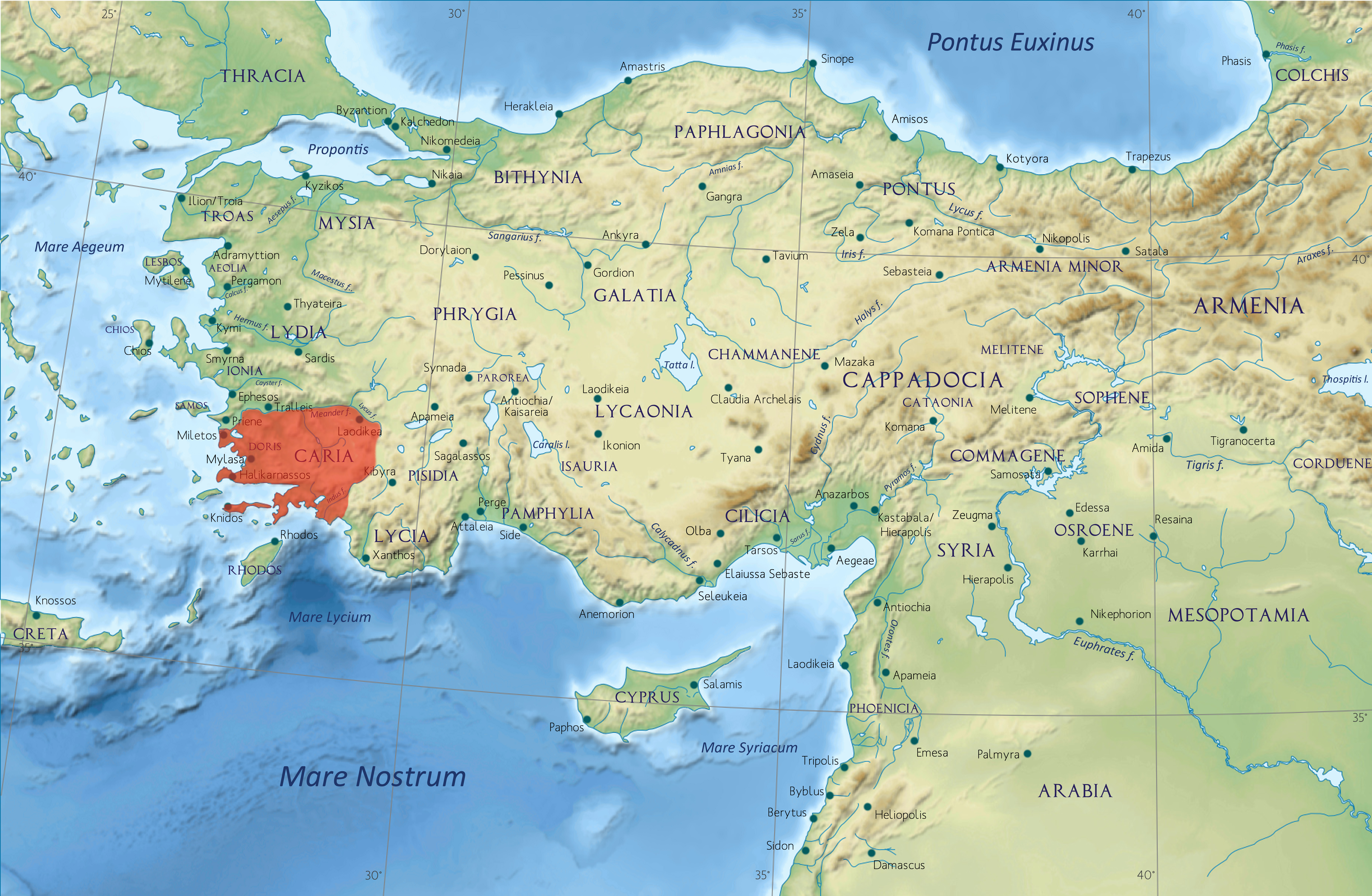
Ligging van Karië

Karië, Oudgrieks: Καρία, Karia of Καρική, Karikí, of Carië, Latijn: Caria, was in de klassieke oudheid een landstreek in het zuidwesten van Klein-Azië. De belangrijkste stad in Karië was Halicarnassus, het huidige Bodrum, van waaruit het werd geregeerd. In Halicarnassus stond het Mausoleum van Halicarnassus, een van de zeven wereldwonderen van de antieke wereld.

## Aardrijkskunde
Karië werd in het noorden van Lydië gescheiden door het Messogisgebergte. Ionië, dat door de Grieken was gekoloniseerd, grensde in het noordwesten tegen Karië aan, de Egeïsche Zee lag ten zuiden en westen, Lycië lag zuidoostelijk van Karië en in het oosten werd de streek door Pisidië begrensd. De Meander was de grootste rivier en werd beschouwd als de grens tussen Karië en Ionië. Er stond in het gebied veel bos,  met veel vruchtbare vlakten, die voor de graan-, wijn- en olijfbouw geschikt waren. Het land was bergachtig, waar op de bergweiden schapen werden gehoed.
De hoofdstad van Karië was Halicarnassus. Andere belangrijke steden waren Didyma, Heracleia, Alinda, Alabanda, Aphrodisias, Antiochia ad Maeandrum, Labraunda, Mylasa, Myndos, Cnidus, Kaunos en Kalynda. Milete meer naar het noorden worden soms ook tot Karië gerekend.

## Bevolking
De Kariërs waren in tegenstelling tot de inwoners van Ionië, hun noordwestelijke buren, geen Grieken. Hun taal was mogelijk verwant aan die van de Etrusken en het is mogelijk dat de laatsten oorspronkelijk uit Karië stamden. De Kariërs stonden echter onder sterke invloed van hun Griekstalige buren en cultureel kunnen ze als een deel van het oude Griekenland worden beschouwd.
Ze worden in oude teksten getypeerd als goede soldaten, dappere zeelui en piraten. Zeeroverij kwam in die tijd veel voor. De Kariërs waren de eerste stam die handvatten aan hun schilden bevestigden, ze beschilderden en een pluim op hun helm monteerden. Ze waren heersers van de zee, maar hadden, nadat de Doriërs waren vertrokken, een gemakkelijker bestaan in de bergen. Hun belangrijkste producten en handelsartikelen waren wijn, honing, olijfolie en vijgen. Ze gebruikten kruiden en plantenwortels om beter te worden. Hun belangrijkste bezigheden bestonden uit weven, het fokken van geiten en schapen, houthandel, meubelfabricage, glaswerk en scheepsbouw. De ceder- en dennenbossen droegen in belangrijke mate aan dit ambacht bij. In oude teksten wordt melding gemaakt van scheepswerven in Kaunos and Halicarnassus, en wordt beschreven dat hars en mastiek, de grondstoffen voor teer in de scheepsbouw, de belangrijkste exportartikelen waren.

## Onder vreemde heerschappij
Het gebied werd door Alexander de Grote in 334 v.Chr. veroverd. Karië maakte onder de Romeinen deel uit van de provincie Asia. Onder Diocletianus (244-311) werd de provincie opgesplitst en kwam er een afzonderlijke provincie Caria.
Bithynië · Cappadocië · Carië · Cilicië · Dorische hexapolis · Eolië · Frygië · Galatië · Ionië · Lycaonië · Lycië · Lydië · Mysië · Pamfylië · Paflagonië · Pisidië · Pontus · Troas